# Gare de Lisieux
La gare de Lisieux est une gare ferroviaire française des lignes de Mantes-la-Jolie à Cherbourg et de Lisieux à Trouville - Deauville. Elle est située à l'extrémité de la rue de la Gare, place Pierre-Semard, au sud-est du centre de la ville de Lisieux, dans le département du Calvados, en région Normandie.
Elle est mise en service en 1855 par la compagnie des chemins de fer de l'Ouest. C'est une gare de la Société nationale des chemins de fer français (SNCF), desservie par des trains TER Normandie.

## Situation ferroviaire
Établie à 49 mètres d'altitude, la gare de bifurcation de Lisieux est située au point kilométrique (PK) 190,107 de la ligne de Mantes-la-Jolie à Cherbourg entre les gares ouvertes de Bernay et de Mézidon, s'intercalent les gares fermées de Courtonne-la-Meurdrac et de Saint-Mards-de-Fresne, en direction de Bernay, et de La Houblonnière et Mesnil-Mauger, en direction de Mézidon. Elle est également l'origine, au PK 190,107, de la ligne de Lisieux à Trouville - Deauville, avant la gare du Grand-Jardin.
Elle était également l'aboutissement de la ligne de La Trinité-de-Réville à Lisieux (déclassée), après la gare de Glos.

## Histoire
Dès le 24 juin 1838, le journal Le Lexovien évoque le « projet d'un chemin de fer de Lisieux à Louviers, formant embranchement sur celui du Havre à Paris. » En 1844, une délégation du Conseil municipal lexovien sollicite le gouvernement pour la création du ligne de chemin de fer de Paris à Cherbourg passant par Caen et Lisieux. L'année suivante, la Préfecture du Calvados soumet à une enquête d'utilité publique divers projets de ligne dont la liaison Paris-Lisieux-Caen-Cherbourg, portée par l'ingénieur Letellier. En 1846, la compagnie Michaux et Gallois présente un projet de ligne Lisieux à Honfleur. En juin 1852, le Corps législatif opte pour la ligne de Paris à Cherbourg, via Lisieux. En août, M. de Planhol, ingénieur de la Compagnie du chemin de fer de Paris à Caen et Cherbourg, arrive à Lisieux pour étudier l'emplacement d'un embarcadère ; en novembre, le Conseil municipal insiste pour qu'il soit construit le plus près possible du centre-ville et que le raccordement des lignes Paris-Cherbourg et Lisieux-Honfleur soit facilité. Le 3 mars 1854, le Conseil municipal établit une convention avec la Compagnie des chemins de fer de l'Ouest, selon laquelle « la station de voyageurs à Lisieux sera placée dans la prairie de la rivière d'Orbec, à 335 mètres du pont [Graindin] sur la route d'Alençon », au sud le ville, sur la rive droite de la Touques. Le 30 décembre 1854, une Société au capital de 9 millions est fondée à Trouville-sur-Mer, pour porter le projet d'une ligne de Lisieux à Honfleur avec un embranchement sur Trouville ; cette ligne est autorisée par le gouvernement le 3 février 1855, et confiée à la Compagnie de Paris à Cherbourg.
La première locomotive à vapeur arrive de Paris le 22 mai 1855 après six heures de trajet, ornée de fleurs ; les quais de la gare sont pavoisés aux couleurs de la France et de l'Angleterre. Le 26 juin, l'Inspecteur Général des Ponts et Chaussées reçoit officiellement les travaux et le personnel est installé. La gare de Lisieux est officiellement mise en service le 1er juillet 1855 par la nouvelle compagnie des chemins de fer de l'Ouest, lorsqu'elle ouvre à l'exploitation la section de Mantes à Lisieux, première phase de sa ligne de Paris à Caen et à Cherbourg. Préalablement, elle avait été officiellement inaugurée le 22 mai 1855 lorsque la première locomotive à vapeur arriva de Paris après six heures de trajet, ornée de fleurs et de drapeaux. Le 29 décembre 1855 la gare devient une gare de passage lors de l'ouverture de la deuxième section de Lisieux à Caen ; il faut attendre le 17 juillet 1858 pour qu'elle desserve Cherbourg. Pour quitter la gare et franchir la Touques, la ligne passe à onze mètres de haut sur un viaduc de huit arches.
Lisieux devient un nœud ferroviaire, de la Compagnie de l'Ouest, le 1er juillet 1858, lorsqu'elle ouvre la section de Lisieux à Pont-l'Évêque de sa ligne de Lisieux à Honfleur. La gare de Lisieux étant établie au sud, la voie qui se dirige vers le nord passe sous la ville par un tunnel de 980 m de long. Il y a qu'une station intermédiaire, Le Breuil-en-Auge, entre les deux gares d'extrémité. Cette ligne devient le tronc commun de deux prolongements, de Pont-l'Évêque à Honfleur en 1862 et de Pont-l'Évêque à Trouville - Deauville en 1863.
Le 2 juin 1873, c'est la ligne d'intérêt local de Lisieux à Orbec qui est mise en service. Ses trains arrivent dans la gare par une voie de garage affectée uniquement à ce service. Pour pouvoir pénétrer et utiliser les services de la gare de Compagnie de l'Ouest, le gestionnaire de la ligne locale paye un loyer annuel de 10 800 francs. Le service voyageurs sur cette ligne sera supprimé le 19 janvier 1934, et le service marchandises le 1er juillet 1956 ; elle sera déclassée entre le 26 juillet 1969.
La création d'un passage sous voies en souterrain est étudiée en 1926 ; son coût est évalué à 420 000 francs.
La bâtiment d'origine est complété par la construction d'une salle d'attente, d'un buffet et d'une buvette en 1937, dans une architecture rappelant les villas de la Côte Fleurie.

La gare au début des années 1900
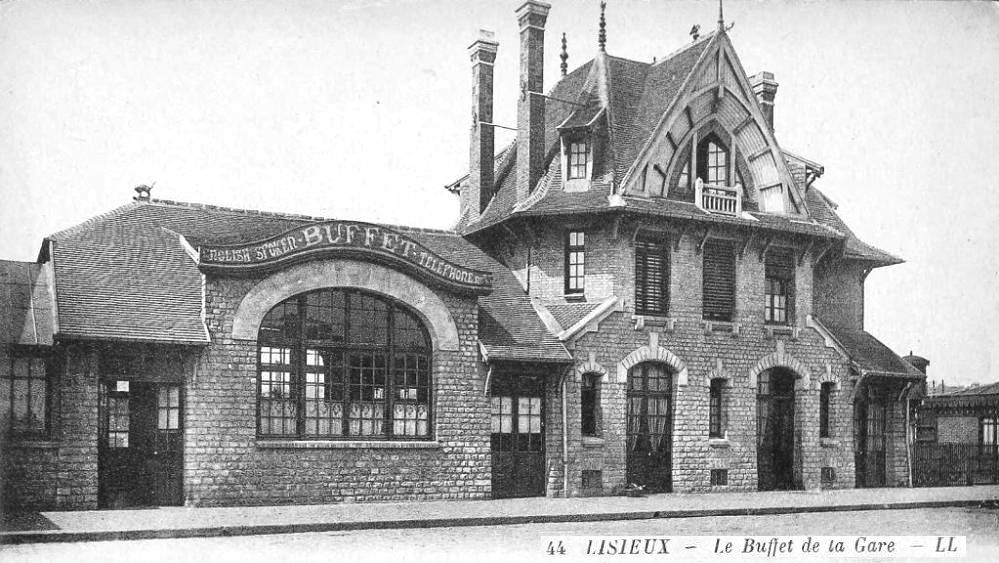
Le buffet.
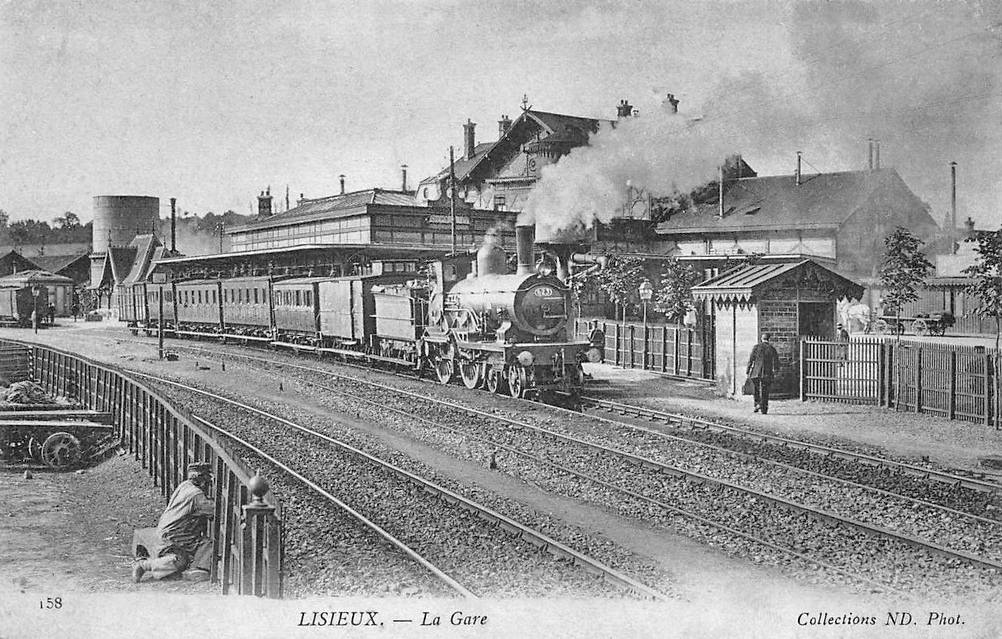
Quais et bâtiment.

L'ancien bâtiment de la gare ainsi que les lignes sont détruits par le bombardement de Lisieux du 6 juin 1944 ; la voie ferrée rouvre en 1946. Robert Camelot, par ailleurs architecte en chef de la reconstruction de Lisieux, est chargé de la reconstruction de la gare. Il présente en 1947 un premier projet donnant à l'édifice un caractère régional marqué, inspiré par la gare de Trouville - Deauville ; il devait comprendre un immense toit en pente et être orné sur le pignon de la salle des pas perdus par une claustra encadrée d'un jeu de briques et de pierres. Finalement, ce projet est abandonné et l'édifice, qui est reconstruit en 1956, est plus fonctionnel et perd tout caractère régional.
Le 14 décembre 2008 a lieu la mise en œuvre du cadencement, les trains Intercités, en provenance ou à destination de Cherbourg sont sans arrêt entre les gares de Caen et Paris-Saint-Lazare. Un train par jour s'arrête à Lisieux.
En 2017, débute un grand chantier de modernisation et de mise accessibilité des installations de la gare, avec un budget prévu de 14 millions d'euros. La première tranche, en 2017, consiste a reprendre l'infrastructure, voies, caténaires et dalle du passage souterrain. En 2018, les quais sont rehaussés et des travaux préparatoires à la pose d'une passerelle sont effectués. En 2019, au mois de mars a lieu la pose de la passerelle, longue de 84 mètres pour un poids de plus de 500 tonnes, avec coupure de la circulation des trains, et la mise en place de ses équipements qui comprennent quatre ascenseurs. En 2019, en parallèle du chantier de la passerelle, une rénovation complète du hall du bâtiment voyageurs a été effectué pour un coût prévisionnel de 4,7 millions d'euros. Le hall de la gare rouvre au public le 30 juillet 2020. La gare entièrement rénovée est inaugurée par les élus et la SNCF le 4 janvier 2021, en présence notamment du président de la région Normandie Hervé Morin, du maire de Lisieux Sébastien Leclerc et du président  de la communauté d'agglomération Lisieux Normandie François Aubey ; le chantier aura duré trois ans et aura coûté au total 19 millions d'euros.

## Fréquentation
De 2015 à 2024, selon les estimations de la SNCF, la fréquentation annuelle de la gare s'élève aux nombres indiqués dans le tableau ci-dessous.
Elle est la cinquième gare régionale en terme de traffic passager après les gares de Rouen-Rive-Droite, Caen, Le Havre et Vernon-Giverny.
| Année                      | 2015      | 2016      | 2017      | 2018      | 2019      | 2020    | 2021      | 2022      | 2023      | 2024      |
| -------------------------- | --------- | --------- | --------- | --------- | --------- | ------- | --------- | --------- | --------- | --------- |
| Voyageurs                  | 1 134 152 | 1 105 959 | 1 154 817 | 1 070 435 | 1 152 606 | 662 324 | 823 348   | 1 204 622 | 1 276 683 | 1 232 672 |
| Voyageurs et non voyageurs | 1 417 690 | 1 382 449 | 1 443 522 | 1 338 043 | 1 440 757 | 827 905 | 1 029 186 | 1 505 778 | 1 595 854 | 1 540 840 |

## Service des voyageurs

### Accueil
Gare SNCF, elle dispose d'un bâtiment voyageurs, avec guichet, ouvert tous les jours. Elle est équipée d'automates pour l'achat de titres de transport. C'est une gare « Accès Plus : service d'accompagnement des personnes handicapées ».

### Desserte
Lisieux est desservie par des trains TER Normandie qui effectuent des missions sur les relations de Paris-Saint-Lazare à Cherbourg, de Paris-Saint-Lazare à Caen et de Paris-Saint-Lazare à Trouville - Deauville
C'est également une gare régionale desservie par des trains régionaux du réseau TER Normandie qui effectuent des missions vers ou depuis les gares de Caen ou Trouville - Deauville  et des missions entre Caen et Rouen-Rive-Droite via Serquigny.

Desserte de la gare
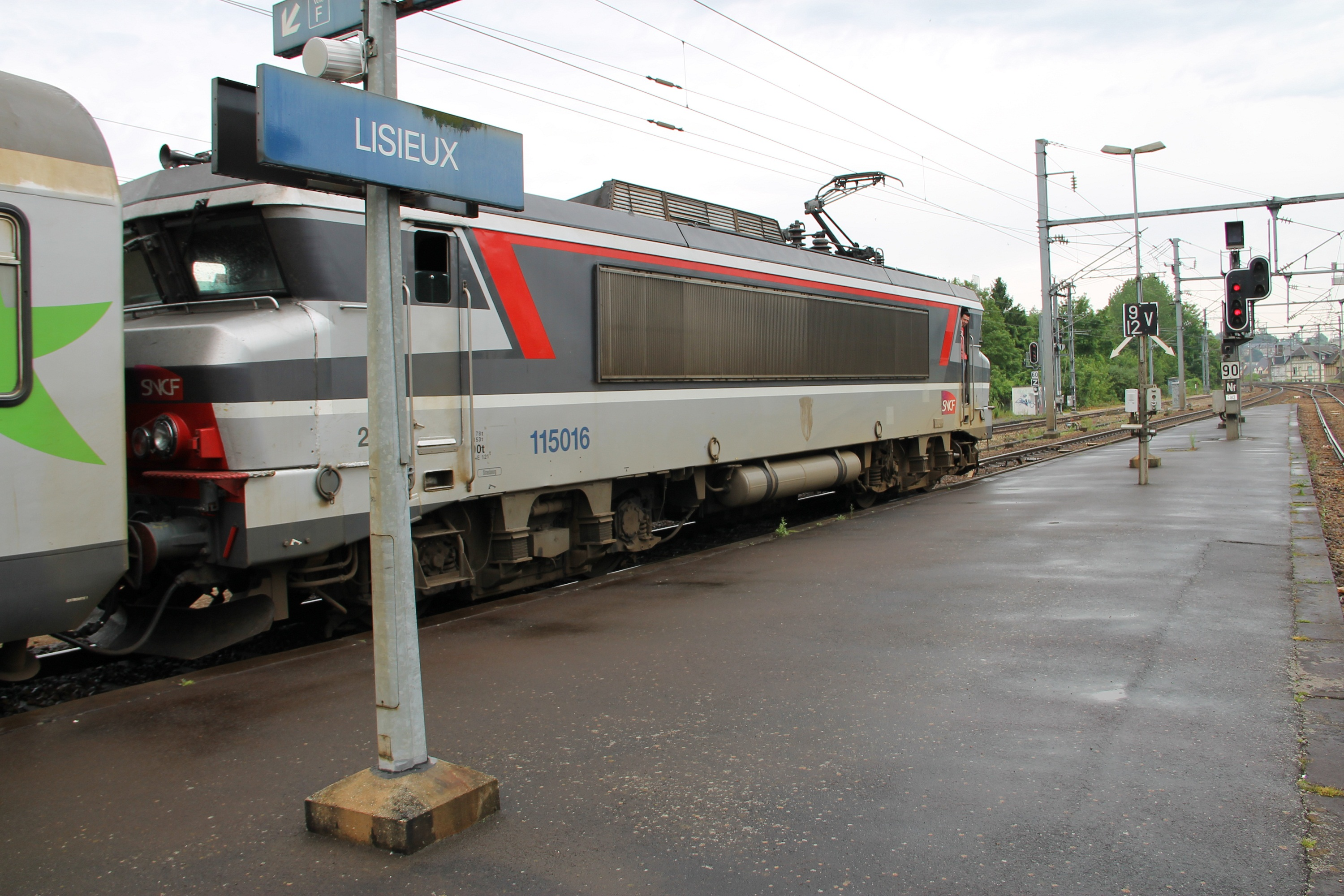
Intercités à destination de Cherbourg.
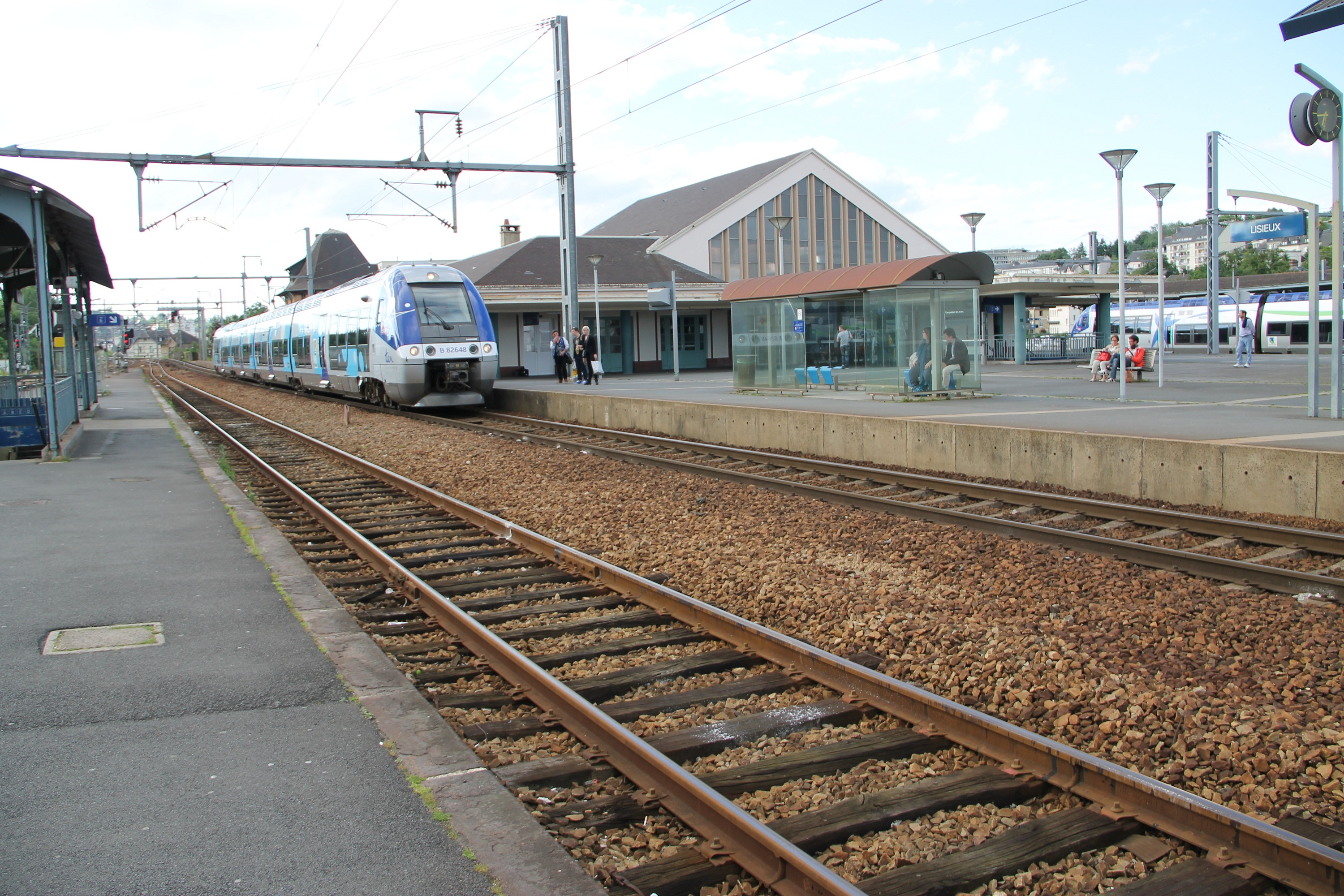
TER Caen – Rouen.
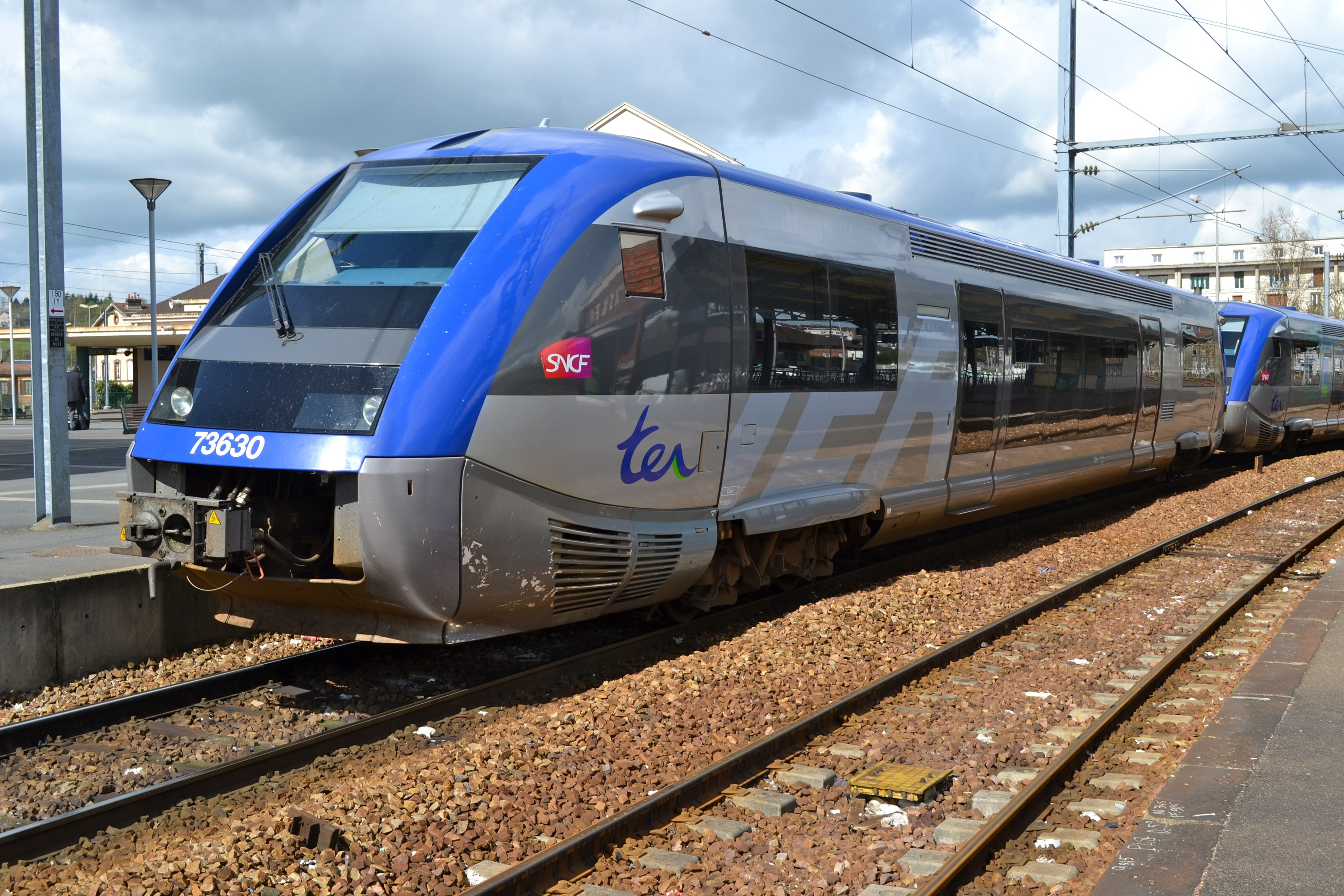
Doublette d'autorails X 73500.

### Intermodalité
Un parc pour les vélos et un parking sont aménagés. Une gare routière permet des correspondances avec les bus des lignes du réseau Astrobus et les cars interurbains du réseau Bus verts du Calvados, lignes : 50 Lisieux - Le Havre, 53 Lisieux - Vimoutiers et 56 Lisieux - Orbec.

## Gare et cinéma
La scène finale du film Un singe en hiver se déroule en gare.